# (2549) Baker
(2549) Baker ist ein Asteroid des Hauptgürtels, der am 23. Oktober 1976 von Astronomen des Harvard-College-Observatoriums am Oak-Ridge-Observatorium (Sternwarten-Code 801) in Harvard entdeckt wurde.
Der Asteroid wurde nach dem US-amerikanischen Optiker und Astronomen James G. Baker (1914–2005) benannt, der die Satellitenkamera Baker-Nunn und weitere optische Systeme für die Luft- und Raumfahrt entwickelte.
(2549) Baker gehört zur Themis-Familie, einer Gruppe von Asteroiden, die nach (24) Themis benannt wurde.